# Le Clapier
 Le Clapier  là một xã ở tỉnh Aveyron, thuộc vùng Occitanie ở miền nam nước Pháp.